# Europese kampioenschappen schaatsen 2007
De Europese kampioenschappen schaatsen 2007 werden op 12, 13 en 14 januari 2007 gereden op de ijsbaan van Collalbo (Italië). Dit is het tweede grote toernooi op deze ijsbaan na het Wereldkampioenschap voor junioren in 2002.
Titelverdedigers waren de Europees kampioenen van 2006 in Hamar. In het Vikingskipet werden de Duitse Claudia Pechstein en de Italiaan Enrico Fabris kampioen.
De Tsjechische Martina Sáblíková en de Nederlander Sven Kramer werden Europees kampioen.
| Programma                                            | Programma                                               | Programma                              |
| vrijdag 12 januari                                   | zaterdag 13 januari                                     | zondag 14 januari                      |
| ---------------------------------------------------- | ------------------------------------------------------- | -------------------------------------- |
| 500 meter mannen 500 meter vrouwen 5000 meter mannen | 1500 meter vrouwen 1500 meter mannen 3000 meter vrouwen | 5000 meter vrouwen 10.000 meter mannen |

## Mannen
| Rang   | Schaatser           | Land      | Tijd  |
| ------ | ------------------- | --------- | ----- |
| Goud   | Enrico Fabris       | Italië    | 36,38 |
| Zilver | Ivan Skobrev        | Rusland   | 36,39 |
| Brons  | Konrad Niedźwiedzki | Polen     | 36,52 |
| 4      | Mark Tuitert        | Nederland | 36,60 |
| 5      | Sven Kramer         | Nederland | 36,76 |
| 6      | Håvard Bøkko        | Noorwegen | 36,99 |
| 7      | Jarmo Valtonen      | Finland   | 37,14 |
| 8      | Matteo Anesi        | Italië    | 37,22 |
| 9      | Alexis Contin       | Frankrijk | 37,35 |
| 10     | Stefan Heythausen   | Duitsland | 37,46 |

| Rang   | Schaatser           | Land      | Tijd      |
| ------ | ------------------- | --------- | --------- |
| Goud   | Sven Kramer         | Nederland | 6.15,65 * |
| Zilver | Carl Verheijen      | Nederland | 6.19,67   |
| Brons  | Enrico Fabris       | Italië    | 6.20,28   |
| 4      | Håvard Bøkko        | Noorwegen | 6.24,41   |
| 5      | Eskil Ervik         | Noorwegen | 6.24,85   |
| 6      | Wouter Olde Heuvel  | Nederland | 6.28,96   |
| 7      | Henrik Christiansen | Noorwegen | 6.31,12   |
| 8      | Sverre Haugli       | Noorwegen | 6.31,55   |
| 9      | Johan Röjler        | Zweden    | 6.35,46   |
| 10     | Tobias Schneider    | Duitsland | 6.35,72   |

| Rang   | Schaatser           | Land      | Tijd      |
| ------ | ------------------- | --------- | --------- |
| Goud   | Enrico Fabris       | Italië    | 1.44,72 * |
| Zilver | Sven Kramer         | Nederland | 1.44,86   |
| Brons  | Mark Tuitert        | Nederland | 1.46,19   |
| 4      | Ivan Skobrev        | Rusland   | 1.46,68   |
| 5      | Konrad Niedźwiedzki | Polen     | 1.46,96   |
| 6      | Tobias Schneider    | Duitsland | 1.47,03   |
| 7      | Håvard Bøkko        | Noorwegen | 1.47,10   |
| 8      | Stefan Heythausen   | Duitsland | 1.47,28   |
| 9      | Carl Verheijen      | Nederland | 1.47,34   |
| 10     | Eskil Ervik         | Noorwegen | 1.47,56   |

| Rang   | Schaatser           | Land      | Tijd       |
| ------ | ------------------- | --------- | ---------- |
| Goud   | Sven Kramer         | Nederland | 13.10,44 * |
| Zilver | Carl Verheijen      | Nederland | 13.15,37   |
| Brons  | Enrico Fabris       | Italië    | 13.21,51   |
| 4      | Håvard Bøkko        | Noorwegen | 13.27,38   |
| 5      | Tobias Schneider    | Duitsland | 13.34,14   |
| 6      | Henrik Christiansen | Noorwegen | 13.35,72   |
| 7      | Sverre Haugli       | Noorwegen | 13.35,92   |
| 8      | Eskil Ervik         | Noorwegen | 13.36,62   |
| 9      | Ivan Skobrev        | Rusland   | 13.45,01   |
| 10     | Wouter Olde Heuvel  | Nederland | 13.54,40   |

### Eindklassement
| Rang   | Schaatser           | Land        | 500m       | 5000m        | 1500m        | 10.000m       | Punten  |
| ------ | ------------------- | ----------- | ---------- | ------------ | ------------ | ------------- | ------- |
| Goud   | Sven Kramer         | Nederland   | 36,76 (5)  | 6.15,65 (1)  | 1.44,86 (2)  | 13.10,44 (1)  | 148.800 |
| Zilver | Enrico Fabris       | Italië      | 36,38 (1)  | 6.20,28 (3)  | 1.44,72 (1)  | 13.21,51 (3)  | 149.389 |
| Brons  | Carl Verheijen      | Nederland   | 37,53 (12) | 6.19,67 (2)  | 1.47,34 (9)  | 13.15,37 (2)  | 151.045 |
| 4      | Håvard Bøkko        | Noorwegen   | 36,99 (6)  | 6.24,41 (4)  | 1.47,10 (7)  | 13.27,38 (4)  | 151.500 |
| 5      | Ivan Skobrev        | Rusland     | 36,39 (2)  | 6.39,28 (13) | 1.46,68 (4)  | 13.45,01 (9)  | 153.128 |
| 6      | Eskil Ervik         | Noorwegen   | 37,96 (16) | 6.24,85 (5)  | 1.47,56 (10) | 13.36,62 (8)  | 153.129 |
| 7      | Tobias Schneider    | Duitsland   | 37,48 (11) | 6.35,72 (10) | 1.47,03 (6)  | 13.34,14 (5)  | 153.435 |
| 8      | Mark Tuitert        | Nederland   | 36,60 (4)  | 6.36,79 (11) | 1.46,19 (3)  | 14.05,27 (11) | 153.938 |
| 9      | Henrik Christiansen | Noorwegen   | 38,13 (17) | 6.31,12 (7)  | 1.47,87 (12) | 13.35,72 (6)  | 153.984 |
| 10     | Wouter Olde Heuvel  | Nederland   | 37,57 (14) | 6.28,96 (6)  | 1.47,60 (11) | 13.54,40 (10) | 154.052 |
| 11     | Sverre Haugli       | Noorwegen   | 38,20 (18) | 6.31,55 (8)  | 1.48,16 (14) | 13.35,92 (7)  | 154.204 |
| 12     | Matteo Anesi        | Italië      | 37,22 (8)  | 6.38,62 (12) | 1.48,85 (15) | 14.22,38 (12) | 156.484 |
| NC13   | Konrad Niedźwiedzki | Polen       | 36,52 (3)  | 6.47,81 (19) | 1.46,96 (5)  |               | 112.954 |
| NC14   | Stefan Heythausen   | Duitsland   | 37,46 (10) | 6.42,44 (15) | 1.47,28 (8)  |               | 113.464 |
| NC15   | Jarmo Valtonen      | Finland     | 37,14 (7)  | 6.48,88 (20) | 1.47,94 (13) |               | 114.008 |
| NC16   | Johan Röjler        | Zweden      | 38,52 (19) | 6.35,46 (9)  | 1.49,68 (17) |               | 114.626 |
| NC17   | Alexis Contin       | Frankrijk   | 37,35 (9)  | 6.44,91 (18) | 1.50,43 (18) |               | 114.651 |
| NC18   | Joel Eriksson       | Zweden      | 37,55 (13) | 6.52,95 (23) | 1.49,04 (16) |               | 115.191 |
| NC19   | Vitalij Michajlov   | Wit-Rusland | 37,58 (15) | 6.57,52 (25) | 1.50,48 (19) |               | 116.158 |
| NC20   | Artjom Beloesov     | Rusland     | 39,01 (22) | 6.43,24 (16) | 1.50,91 (20) |               | 116.304 |
| NC21   | Sławomir Chmura     | Polen       | 38,78 (21) | 6.43,64 (17) | 1.52,07 (22) |               | 116.500 |
| NC22   | Aleksej Joenin      | Rusland     | 39,57 (27) | 6.40,83 (14) | 1.51,12 (21) |               | 116.693 |
| NC23   | Christian Pichler   | Oostenrijk  | 39,30 (26) | 6.50,43 (21) | 1.52,07 (22) |               | 117.699 |
| NC24   | Witold Mazur        | Polen       | 39,24 (25) | 6.51,29 (22) | 1.55,13 (27) |               | 118.745 |
| NC25   | Maksim Pedos        | Oekraïne    | 39,16 (24) | 7.00,30 (28) | 1.52,78 (24) |               | 118.783 |
| NC26   | Oliver Sundberg     | Denemarken  | 39,02 (23) | 7.01,16 (29) | 1.54,26 (25) |               | 119.222 |
| NC27   | Martin Hänggi       | Zwitserland | 38,76 (20) | 7.06,32 (30) | 1.54,32 (26) |               | 119.498 |
| NC28   | Claudiu Grozea      | Roemenië    | 39,89 (29) | 6.55,74 (24) | 1.55,76 (28) |               | 120.050 |
| NC29   | Milan Sáblík        | Tsjechië    | 39,62 (28) | 6.59,98 (27) | 1.57,06 (29) |               | 120.638 |
| DQ1    | Kris Schildermans   | België      | DQ         | 6.58,42 (26) | 1.57,51 (30) |               |         |
| NF1    | Stefano Donagrandi  | Italië      | NF         |              |              |               |         |

DQ = gediskwalificeerd, NS = niet gestart

## Vrouwen

### Deelname
De vrouwen streden voor de 32e keer om de Europese titel. Ze deden dit voor de tweede keer in Italië en voor de eerste keer in Collalbo. Zevenentwintig deelneemsters uit dertien landen namen aan dit kampioenschap deel. Alle dertien landen, Duitsland (4), Nederland (4), Rusland (4), Noorwegen (2), Oostenrijk (2), Polen (2), Roemenië (2), Tsjechië (2), Denemarken (1), Hongarije (1), Oekraïne (1), Wit-Rusland (1) en Zweden (1), waren ook vertegenwoordigd op het EK in 2006. Het organiserend land Italië vaardigde dit jaar geen deelneemster af. Zeven vrouwen maakten hun EK debuut.
De Tsjechische Martina Sáblíková werd de elfde vrouw die de Europese titel op haar naam schreef. Ze was na de Oostenrijkse Emese Hunyady (in 1993) de tweede vrouw die Europees kampioene werd die niet uit Nederland, Oost-/Duitsland of de Sovjet-Unie kwam. De Nederlandse Ireen Wüst nam voor de tweede keer plaats op het erepodium, in 2006 werd ze derde. Haar landgenote Renate Groenewold completeerde het erepodium op plaats drie, zij stond hier voor de zesde keer.
De andere twee deelneemsters van het Nederlandse kwartet deelneemsters, Marja Vis en debutante Paulien van Deutekom, eindigden respectievelijk op de zesde en zevende plaats.

### Afstandmedailles
De Nederlandse deelneemsters wonnen op dit kampioenschap vijf afstandmedailles. Ireen Wüst verdubbelde haar totaal afstandmedailles op dit EK, ze won goud op de 500 en 1500 meter en brons op de 3000 meter. Renate Groenewold won voor het achtste opeenvolgende jaar afstandmedailles en bracht haar totaal tot zestien medailles. Dit jaar won ze er twee, zilver op de 3000 en de 5000 meter.
Wüst leek op weg naar haar eerste Europese titel. De Brabantse was een klasse apart op de 1500 meter. Met 1.56,78 reed ze een wereldrecord op buitenijs. Dat stond met 1.57,21 (Inzell, 2005) op naam van de in Collalbo afwezige Duitse Anni Friesinger. Haar reactie na afloop: "Het was mijn zwaarste race dit seizoen". Op de 3000 meter legde Wüst, olympisch kampioene op deze afstand, beslag op de derde plaats. De winst was voor de Tsjechische Martina Sáblíková, die zegevierde in een wereldrecord in de openlucht van 4.03,52. Renate Groenewold moest voor het eerst dit seizoen op deze afstand genoegen nemen met een tweede plaats. De voorsprong van Wüst op de afsluitende 5000 meter op Sábliková, de nummer twee in de tussenstand, bedroeg meer dan veertien seconden: "Ik ga gewoon alles op alles zetten om morgen proberen om Europees kampioen te worden". 
Martina Sáblíková won uiteindelijk de gouden medaille op de 3000 én 5000 meter, en verdubbelde daarmee ook haar totaalscore aan afstandmedailles.
Claudia Pechstein won dit jaar één afstandmedaille en bracht haar totaal op dit kampioenschap tot 30 medailles (7-13-10). Alleen Gunda Niemann-Kleemann met vierenveertig afstandmedailles (28-10-6) won er meer.
| Rang   | Schaatser            | Land      | Tijd  |
| ------ | -------------------- | --------- | ----- |
| Goud   | Ireen Wüst           | Nederland | 39,51 |
| Zilver | Jekaterina Abramova  | Rusland   | 39,91 |
| Brons  | Jekaterina Lobysjeva | Rusland   | 40,15 |
| 4      | Claudia Pechstein    | Duitsland | 40,28 |
| 5      | Paulien van Deutekom | Nederland | 40,51 |
| 6      | Katarzyna Wójcicka   | Polen     | 40,56 |
| 7      | Daniela Anschütz     | Duitsland | 40,63 |
| 8      | Marja Vis            | Nederland | 40,65 |
| 9      | Martina Sáblíková    | Tsjechië  | 40,97 |
| 10     | Renate Groenewold    | Nederland | 41,05 |

| Rang   | Schaatser              | Land      | Tijd         |
| ------ | ---------------------- | --------- | ------------ |
| Goud   | Ireen Wüst             | Nederland | 1.56,78 */CR |
| Zilver | Jekaterina Abramova    | Rusland   | 1.57,98      |
| Brons  | Daniela Anschütz-Thoms | Duitsland | 1.58,08      |
| 4      | Paulien van Deutekom   | Nederland | 1.58,34      |
| 5      | Renate Groenewold      | Nederland | 1.58,64      |
| 6      | Martina Sáblíková      | Tsjechië  | 1.58,66      |
| 7      | Claudia Pechstein      | Duitsland | 1.58,72      |
| 8      | Jekaterina Lobysjeva   | Rusland   | 1.59,53      |
| 9      | Marja Vis              | Nederland | 1.59,56      |
| 10     | Lucille Opitz          | Duitsland | 1.59,77      |

| Rang   | Schaatser              | Land      | Tijd         |
| ------ | ---------------------- | --------- | ------------ |
| Goud   | Martina Sáblíková      | Tsjechië  | 4.03,52 */CR |
| Zilver | Renate Groenewold      | Nederland | 4.04,24      |
| Brons  | Ireen Wüst             | Nederland | 4.07,61      |
| 4      | Daniela Anschütz-Thoms | Duitsland | 4.08,28      |
| 5      | Marja Vis              | Nederland | 4.09,99      |
| 6      | Claudia Pechstein      | Duitsland | 4.11,15      |
| 7      | Maren Haugli           | Noorwegen | 4.11.89      |
| 8      | Lucille Opitz          | Duitsland | 4.12,13      |
| 9      | Andrea Jirků           | Tsjechië  | 4.12,51      |
| 10     | Paulien van Deutekom   | Nederland | 4.12,79      |

| Rang   | Schaatser              | Land      | Tijd      |
| ------ | ---------------------- | --------- | --------- |
| Goud   | Martina Sáblíková      | Tsjechië  | 6.58,45 * |
| Zilver | Renate Groenewold      | Nederland | 7.08,76   |
| Brons  | Claudia Pechstein      | Duitsland | 7.10,05   |
| 4      | Daniela Anschütz-Thoms | Duitsland | 7.10,49   |
| 5      | Marja Vis              | Nederland | 7.11,77   |
| 6      | Ireen Wüst             | Nederland | 7.12,73   |
| 7      | Maren Haugli           | Noorwegen | 7.14,26   |
| 8      | Andrea Jirků           | Tsjechië  | 7.17,44   |
| 9      | Lucille Opitz          | Duitsland | 7.17,81   |
| 10     | Paulien van Deutekom   | Nederland | 7.23,94   |

### Eindklassement
Achter de namen staat tussen haakjes bij meervoudige deelname het aantal deelnames
| Rang   | Schaatsster              | Land        | 500m       | 1500m        | 3000m        | 5000m        | Punten  |
| ------ | ------------------------ | ----------- | ---------- | ------------ | ------------ | ------------ | ------- |
| Goud   | Martina Sáblíková (4)    | Tsjechië    | 40,97 (9)  | 1.58,66 (6)  | 4.03,52 (1)  | 6.58,45 (1)  | 162.954 |
| Zilver | Ireen Wüst (3)           | Nederland   | 39,51 (1)  | 1.56,78 (1)  | 4.07,61 (3)  | 7.12,73 (6)  | 162.977 |
| Brons  | Renate Groenewold (9)    | Nederland   | 41,05 (10) | 1.58,64 (5)  | 4.04,24 (2)  | 7.08,76 (2)  | 164.178 |
| 4      | Daniela Anschütz (9)     | Duitsland   | 40,63 (7)  | 1.58,08 (3)  | 4.08,28 (4)  | 7.10,49 (4)  | 164.419 |
| 5      | Claudia Pechstein (15)   | Duitsland   | 40,28 (4)  | 1.58,72 (7)  | 4.11,15 (6)  | 7.10,05 (3)  | 164.716 |
| 6      | Marja Vis (3)            | Nederland   | 40,65 (8)  | 1.59,56 (9)  | 4.09,99 (5)  | 7.11,77 (5)  | 165.345 |
| 7      | Paulien van Deutekom     | Nederland   | 40,51 (5)  | 1.58,34 (4)  | 4.12,79 (10) | 7.23,94 (10) | 166.481 |
| 8      | Lucille Opitz (3)        | Duitsland   | 41,16 (12) | 1.59,77 (10) | 4.12,13 (8)  | 7.17,81 (9)  | 166.885 |
| 9      | Maren Haugli (3)         | Noorwegen   | 41,13 (11) | 2.01,50 (13) | 4.11,89 (7)  | 7.14,26 (7)  | 167.037 |
| 10     | Jekaterina Abramova (2)  | Rusland     | 39,91 (2)  | 1.57,98 (2)  | 4.18,79 (13) | 7.34,62 (12) | 167.829 |
| 11     | Katarzyna Wójcicka (8)   | Polen       | 40,56 (6)  | 1.59,79 (11) | 4.16,33 (12) | 7.31,08 (11) | 168.319 |
| 12     | Andrea Jirků             | Tsjechië    | 43,46 (26) | 2.03,37 (16) | 4.12,51 (9)  | 7.17,44 (8)  | 170.412 |
| NC13   | Jekaterina Lobysjeva (2) | Rusland     | 40,15 (3)  | 1.59,53 (8)  | 4.20,23 (15) |              | 123.364 |
| NC14   | Katrin Mattscherodt (2)  | Duitsland   | 41,68 (15) | 2.02,05 (14) | 4.15,13 (11) |              | 124.884 |
| NC15   | Anna Rokita (3)          | Oostenrijk  | 41,80 (16) | 2.03,12 (15) | 4.19,85 (14) |              | 126.148 |
| NC16   | Galina Lichatsjova (3)   | Rusland     | 41,41 (13) | 2.00,93 (12) | 4.28,57 (24) |              | 126.481 |
| NC17   | Luiza Zlotkowska (2)     | Polen       | 42,47 (19) | 2.04,15 (17) | 4.23,85 (18) |              | 127.828 |
| NC18   | Mari Hemmer              | Noorwegen   | 42,24 (17) | 2.04,94 (18) | 4.23,74 (17) |              | 127.842 |
| NC19   | Oana Opincariu           | Roemenië    | 42,89 (24) | 2.06,20 (22) | 4.20,46 (16) |              | 128.366 |
| NC20   | Jekaterina Malysjeva     | Rusland     | 41,42 (14) | 2.05,61 (19) | 4.31,96 (25) |              | 128.616 |
| NC21   | Joelija Jasenok (4)      | Wit-Rusland | 42,37 (18) | 2.06,04 (21) | 4.26,09 (21) |              | 128.731 |
| NC22   | Olena Miagkikh (8)       | Oekraïne    | 42,51 (20) | 2.05,66 (20) | 4.26,02 (20) |              | 128.732 |
| NC23   | Marita Johansson (2)     | Zweden      | 42,54 (21) | 2.06,28 (23) | 4.26,85 (23) |              | 129.108 |
| NC24   | Martina Windhager        | Oostenrijk  | 43,04 (25) | 2.07,38 (25) | 4.26,17 (22) |              | 129.861 |
| NC25   | Cathrine Grage (2)       | Denemarken  | 44,52 (27) | 2.06,89 (24) | 4.24,55 (19) |              | 130.907 |
| NC26   | Daniela Dumitru (3)      | Roemenië    | 42,77 (23) | 2.07,66 (26) | 4.33,57 (26) |              | 130.918 |
| NC27   | Ágota Tóth               | Hongarije   | 42,76 (22) | 2.10,98 (27) | 4.39,80 (27) |              | 133.053 |

vet = kampioenschapsrecord